# Оренбург (аэропорт)
Международный аэропорт «Оренбург» имени Юрия Алексеевича Гагарина (ИАТА: REN, ИКАО: UWOO) — международный аэропорт федерального значения, обслуживающий город Оренбург. Расположен в 19 км восточнее города. Ранее назывался «Оренбург (Центральный)». Эксплуатант аэропорта — акционерное общество «Международный аэропорт «Оренбург».
Правительством Оренбургской области в 2011 году аэропорту было присвоено имя Юрия Алексеевича Гагарина.
Аэропорт Оренбург построен на нынешнем месте в середине 1970-х. С 1931 по 1987 годы существовал оренбургский аэропорт местных воздушных линий «Нежинка» в 12 км восточнее города Оренбурга (западнее аэропорта «Оренбург» им. Ю. А. Гагарина).

## Транспорт
До 2023 года между аэропортом и железнодорожным вокзалом Оренбурга курсировал автобус N101. Добраться до города из аэропорта стало возможно только на личном автотранспорте или такси. В апреле 2024 года было запущено движение автобусного маршрута N101 по маршруту Оренбург (железнодорожный вокзал) – аэропорт Оренбург. Ежесуточно выполняются несколько рейсов.

## История
- Импульсом к созданию в Оренбурге аэропорта послужило решение «Добролёта» по прокладке и оборудованию почтово-пассажирской воздушной линии Москва - Ташкент. В Поволжье трасса пролегала через Пензу, Самару; на Южном Урале - через Оренбург и далее на Актюбинск, Челкар, Казалинск. По согласованию с ВВС РККА было разрешено временно использовать один из ближайших к городу Оренбургу аэродромов военной школы. В здании, размещённом на аэростанции, были выделены помещения для пассажиров, для пилотов, под канцелярию. Была оборудована комната для столовой. 8 августа 1930 года, для оценки готовности аэродрома, прибыла комиссия "Добролёта".
- Утром 21 августа 1930 года из Москвы в Ташкент вылетел первым почтово-пассажирским рейсом шестиместный самолёт К-5 конструкции К. А. Калинина, открыв этим новую трассу большой протяжённости. В 13 часов 45 минут самолёт приземлился на Оренбургском аэродроме. 28 августа 1932 года был оформлен официальный документ по результатам технического облёта воздушной линии Москва — Ташкент, в котором аэростанция Оренбурга характеризовалась положительно. Размещение аэростанции на временно арендованном аэродроме военной авиашколы не позволяло оснащать аэродром необходимым радиосветотехническим и навигационным оборудованием. 19 июля 1931 года Президиум Оренбургского райисполкома рассмотрел вопрос о выделении земельного участка аэродрома и строительстве на нём аэропорта города Оренбурга: выделено 225 га территории в районе Нежинского сельсовета, вблизи границы колхоза «Красный посад».
- В 1932 году в северо-западной части строящегося аэродрома была оборудована площадка для эпизодических полётов и временного базирования прикомандированных экипажей Средневолжской авиагруппы. К началу навигации 1933 года в арендованном на городской окраине частном доме был оборудован приёмопередающий радиоцентр, который позволял поддерживать надёжную двухстороннюю радиосвязь с соседними и другими аэропортами трассы, обеспечивал информацией о фактической погоде.
- 1932 — открыта воздушная линия Москва — Ташкент с посадкой в Оренбурге на новом аэродроме вблизи села Нежинка. Путь от Оренбурга до Москвы на самолёте К-5 занимал около 10 часов. Вскоре на эту авиатрассу вышли более скоростные самолёты АНТ-9.
- В июле 1935 года на подготовленную площадку Нежинского аэропорта 240-й Куйбышевский авиаотряд спецприменения и местных воздушных линий выставил звено самолётов У-2 на постоянное базирование. Авиазвено приступило к полётам по защите посевов от нашествия саранчи и других вредителей.
- В 1937 году был сдан в эксплуатацию аэровокзал строящегося аэропорта. Здание аэровокзала позволяло обустроить комнату ожидания для пассажиров, сектор регистрации и оформления багажа, буфет. Здесь же было выделено помещение для предполётной подготовки лётного состава — штурманская комната. В 1938 году радиоцентр был передислоцирован с окраины города в специально возведённое для его размещения здание в районе аэродрома.
- 1940 — создано подразделение самолётов По-2, включавшее санитарное звено. За 1940 год благодаря работе санитарной авиации врачи сделали на местах 145 неотложных операций, 61 переливание крови, 45 больных было доставлено на самолётах в Оренбургскую клиническую больницу. За год было выполнено 676 вылетов по санитарным заданиям.
- 1947 — создан 229-й авиаотряд. На самолётах По-2 выполнялись рейсы по Оренбургской области и авиахимработы. На авиалинию Москва — Ташкент вышли новые пассажирские самолёты Ил-12.
- 1951 — начались регулярные транзитные пассажирские перевозки на транзитных рейсах самолётами Ли-2. Завершено строительство Нежинского аэропорта. Авиаотряд и аэропортовые службы перебазировались и приступили к совместной работе в компактно обустроенном аэропортовом комплексе.
- 1953 — перевезено 1700 пассажиров, 86 тонн почты и 7 тонн грузов, обработано 23 тысячи гектаров полей.
- 1954 — начато освоение нового 12-местного самолёта Ан-2.
- 1955 — освоение самолётов Як-12. На авиалинию Москва — Ташкент вышли новые самолёты Ил-14. На этих самолётах открыт регулярный рейс Куйбышев — Чкалов — Ташкент, они также заменили самолёт Ли-2 на маршруте Чкалов — Куйбышев — Москва. Открыты транзитные рейсы на Свердловск, Сталинград, Челябинск, Магнитогорск.
- 1958 — в городе Орск организован аэропорт со звеном самолётов Ан-2 и Як-12.
- 1960 — Оренбургский авиаотряд стал трёхэскадрильным. Закончено списание самолётов По-2. Открылись новые местные рейсы на самолётах Ан-2, продолжалась эксплуатация самолётов Ли-2 и Як-12.
- 1962 — в Оренбургском авиаотряде появились собственные самолёты Ли-2.
- 1963 — образован Оренбургский объединённый авиаотряд со структурным лётным подразделением — 195-м лётным отрядом.
- 1964 — аэропорт начал принимать самолёты Ан-24, Ан-10. 2 апреля 1964 года на Ан-10 открыт регулярный рейс Куйбышев — Оренбург — Москва.
- 1969 — в Оренбургском авиаотряде появились собственные самолёты Ан-24. На местных линиях продолжалась эксплуатация самолётов Ан-2 и Ли-2. На самолётах Ан-24 открыт рейс Орск — Москва, из Оренбурга рейсы на Москву, Ленинград, Краснодар, Сухуми, Сочи, Минеральные Воды, Свердловск, Киев, Новосибирск,Ташкент, Пермь, Ижевск, Казань.
- 1973 — начато строительство нового аэропорта «Центральный».
- 1974 — открыта бетонная ВПП в аэропорту «Центральный».
- 1975 — сдан в эксплуатацию командно-диспетчерский пункт, начались регулярные пассажирские рейсы на самолётах Ан-24 и Ту-134 из нового аэропорта «Центральный». Старый аэропорт получил название «Нежинка», там продолжалась эксплуатация самолётов Ан-2.
- 1976 — начаты регулярные пассажирские рейсы на самолёте Ту-154.
- 1977 — открыт новый аэровокзал в аэропорту «Центральный».
- 1978 — в Оренбургском авиаотряде появились собственные самолёты Ту-134. Аэропорт «Центральный» сертифицирован для приема самолётов по метеоминимуму 1 категории ИКАО (видимость 800 метров, высота нижней границы облаков 60 м).
- 1980 — введено в эксплуатацию здание авиационно-технической базы (АТБ) для полного технического обслуживания самолётов Ан-24 и Ту-134.
- 1982 — начато строительство нового аэропорта в Орске и реконструкция аэропортов местных воздушных линий для приёма самолётов Л-410.
- 1987 — закончена подготовка к перебазировке 356-го лётного отряда спецприменения из аэропорта «Нежинка» в аэропорт «Центральный». Аэродром «Нежинка» вскоре был закрыт.
- 1990 — в Оренбургском авиаотряде появились собственные самолёты Ту-154. На самолётах Ту-154 открыт регулярный рейс Оренбург — Москва. Пилоты Орска освоили лётную эксплуатацию самолётов Ан-24.
- 1991 — пилоты Орска освоили самолёты Ту-134, начато выполнение прямых рейсов Орск — Москва. Первый международный полёт был выполнен экипажем самолёта Ту-134 15 мая 1991 года по маршруту Оренбург — Киев — Острава. Через месяц первый международный полёт был выполнен на самолёте Ту-154 по маршруту Оренбург — Киев — Братислава.
- 1992 — аэропорт Оренбург-Центральный получил статус международного. Открыт международный сектор, оформление рейсов в пограничном и таможенном отношении. Пилоты второго лётного отряда освоили эксплуатацию вертолётов Ми-8.
- 1993 — реконструкция взлётно-посадочной полосы в аэропорту Орск, выполнен технический рейс на самолёте Ту-154. Оренбургское авиапредприятие приобрело пятый самолёт Ту-154 и пять новых вертолётов Ми-8МТВ.
- 1997 — начата эксплуатация вертолётов Ми-2. Авиапредприятие отметило свой 65-летний юбилей.
- 1998 — Оренбургское авиапредприятие выступило в качестве генерального спонсора в обеспечении юбилейного перелёта российско-американских женских экипажей по маршруту Москва — Дальний Восток, посвящённого 60-летию беспосадочного полёта Валентины Гризодубовой, для чего выделило самолёт Ан-2 в пассажирском варианте.
- 2007 — ФГУП «Оренбургские авиалинии» исполнилось 75 лет. Это динамично развивающееся авиапредприятие, входящее в число ведущих регулярных авиаперевозчиков России. Среди 183 российских авиакомпаний Оренбургские авиалинии занимают 15 место по объёму пассажирских перевозок (в том числе 12 место — по международным). Авиакомпанией эксплуатируется 79 единиц самолётов и вертолётов: Боинг-737-500, Боинг-737-800, Боинг-777-200ER, Ту-154М, Ту-154Б, Ан-24, Ан-2, вертолёты Ми-8МТВ, Ми-8П, Ми-8Т, Ми-2.
- 2008 — авиакомпания ORENAIR открыла собственную базу по техническому обслуживанию самолётов Боинг-737.
- 2009 — была начата и в 2010 году закончена реконструкция аэровокзала. В это же время проведено обновление парка спецтранспорта, приобретены: два топливозаправщика МАЗ 6303 ТЗА-20, противообледенительная машина TEMPEST, два багажных тягача JST-30, аэродромный тягач SHOPF 160, ленточный погрузчик, автолифт, автогрейдер, фронтальный погрузчик, трап пассажирский, поливомоечная машина. 20 июля 2009 года получен допуск к приёму ВС Боинг 757-200.
- 21 июля 2011 года — аэропорту «Центральный» присвоено имя Юрия Гагарина[7][8].
- 2022 — 31 января новый авиаперевозчик в аэропорту города Оренбурга - национальная авиакомпания Республики Узбекистан «Uzbekistan Airways» - начал выполнение рейсов по маршруту Наманган – Оренбург – Наманган.[9]
- 01.04.2022-01.09.2022 —ремонт взлетно-посадочной аэропорта
- 2023-2025 строительство нового терминала аэропорта, напоминающего пуховый платок. Ввод в эксплуатацию-ноябрь 2025 года

## Технические характеристики
Аэродром Оренбург класса В, способен принимать самолёты Ил-76, Ту-154, Ту-204, Airbus A-320, Boeing 737, Boeing 757, Boeing 767, Boeing 777-200, Embraer ERJ-145, Embraer E-190, Sukhoi Superjet 100 и все более лёгкие, а также вертолёты всех типов. Классификационное число ВПП (PCN) 41/R/B/X/T.
На аэродроме базируются воздушные суда ОАО «Оренбургские авиалинии» (Boeing 737, Ту-154,Ту-134 (утилизированы)), собственные воздушные суда аэропорта (Авиакомпания Оренбуржье), а также воздушные суда лётно-испытательной станции ОАО «ПО „Стрела“», проводящей лётные испытания вертолёта Ка-226.

## Показатели деятельности
Данные из запроса в Викиданные.
| год             | 2014  | 2015  | 2016  | 2017  | 2018  | 2019  | 2020  | 2021  |
| тыс. пассажиров | 661,1 | 629,5 | 487,0 | 744,3 | 792,3 | 783,6 | 524,1 | 993,6 |
| Источники:      |       |       |       |       |       |       |       |       |

## Авиакомпании и направления
На июль 2021 года в аэропорту работают следующие авиакомпании:

## Катастрофы
1 марта 1980 года в аэропорту Оренбурга случилась авария самолёта Ту-154А, в результате которой пострадали 3 человека.